# Henckelia racemosa
Henckelia racemosa är en tvåhjärtbladig växtart som först beskrevs av William Jack, och fick sitt nu gällande namn av Spreng.. Henckelia racemosa ingår i släktet Henckelia och familjen Gesneriaceae. Inga underarter finns listade i Catalogue of Life.